# 항경련제

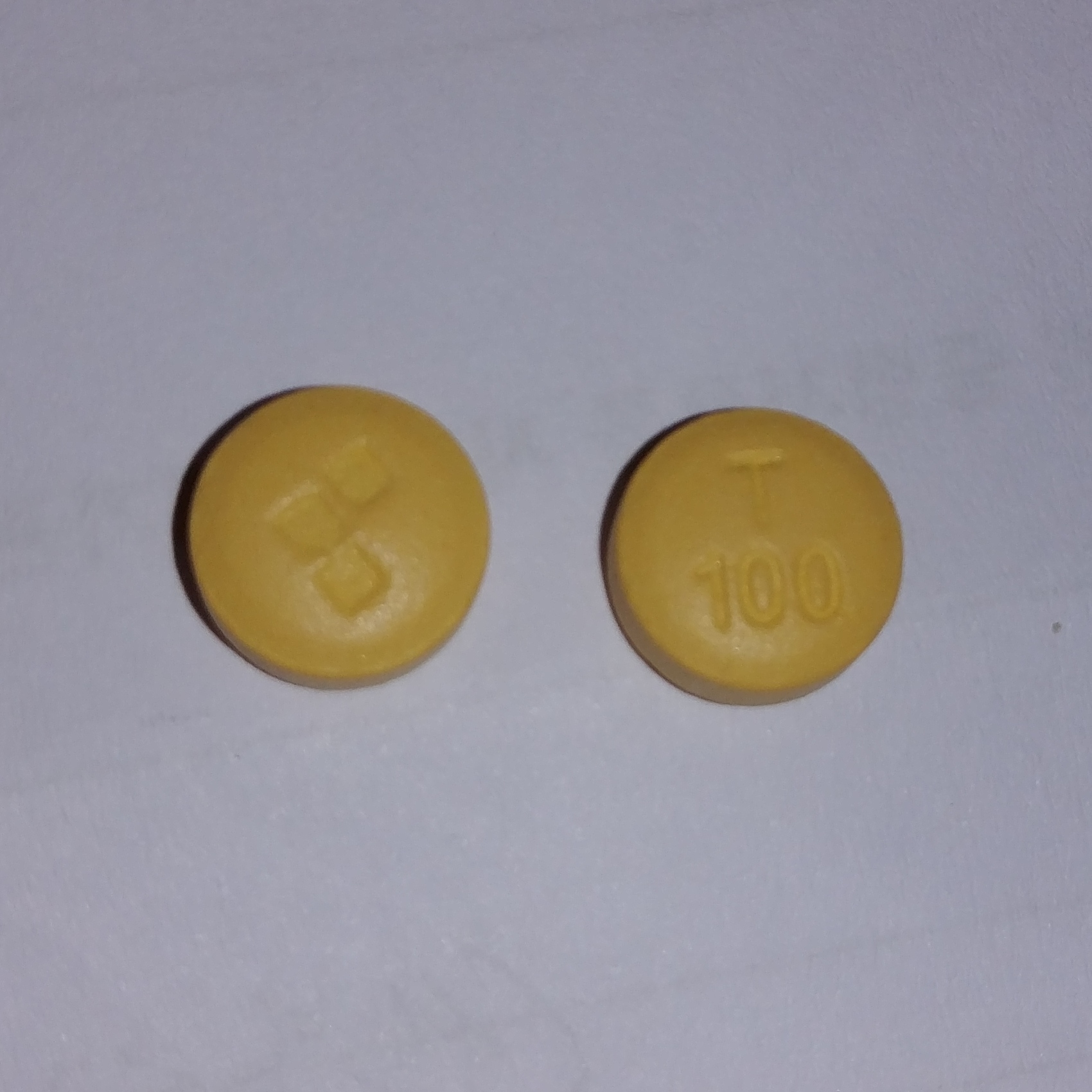
토파메이트정 100mg (명인제약)

항경련제(抗痙攣劑) 또는 항전간제(抗癲癎劑)는 뇌전증 발작의 치료에 이용되는 약품군이다. 항경련제는 기분 안정제로도 기능하기 때문에 양극성 장애의 치료에도 점점 더 많이 쓰이고, 신경통 등 섬유 근육통의 치료에도 쓰인다. 항경련제는 경련이 시작될 때 생기는 뉴런의 급격하고 지나친 활동을 억제하기 위해 쓰인다. 경련을 억제하지는 못할 때라도, 효과적인 항경련제는 뇌 속의 경련을 억제하고 발작을 통해 생길 수 있는 흥분독성을 방어해서 뇌손상을 억제할 수 있다. 몇몇 조사결과는 항경련제 자체가 아동의 IQ를 줄이는 것과 연관이 있다는 것을 언급했다. 그러나 이러한 부작용은 발작이 아동에게 끼치는 심각한 위험, 이로 인한 사망 가능성, 발작 이후에 생길 수 있는 심각한 2차 신경학적 후유증과 같이 고려되어야 한다. 비간질성 발작은 꽤 흔한 편이고, 이러한 유형의 발작은 항경련제에 반응하지 않는다. 간질을 들여다보면 보통 대뇌피질부분이 매우 과민하다. 이러한 현상은 EEG로 확인할 수 있다. 항경련제는 이러한 부위의 과민성을 줄여 발작을 예방한다.
전통적 항경련제는 뉴런 간 나트륨통로를 막거나 감마 아미노뷰티르산의 활동을 증가시킨다. 또한 많은 항경련제는 활동기전이 다양하거나 정확히 밝혀지지 않았다.한편 나트륨통로의 전위와 GABA 체계가 연관되어 있기 때문에, 항경련제 일부는 GABAA 수용체, GAT-1 GABA 수송체, GABA 트랜스아미나아제의 통제를 목표로 한다.
 또한 칼슘통로, SV2A 또는 α2δ의 통제를 목적으로 하는 항경련제도 있다.

## 승인
어떤 제제에 대한 당국의 승인을 받는 보편적인 방법은 그 약이 위약보다 효과적이라든가, 아니면 기존에 있던 제제보다 더 효과적임을 보이는 것이다. 그런데 단독요법으로 쓰이는 제제를 임상시험에 적용하는 것은 비윤리적으로 여겨진다. 왜냐하면 그 새로운 제제가 효과적일 지 아닐 지도 모르는데 완치되지 않은 간질환자들을 임상시험에 투입시키는 것은 환자들을 죽이게 할 수도 있기 때문이다. 그러므로, 거의 대부분의 항간전제들은 처음에는 보조요법으로 승인된다. 위약 통제 실험이 부족한 상태에서 기존에 존재하는 약보다 더 나은 약이 별로 없기 때문에, 단독요법으로 FDA 승인을 받은 제제는 적다. 반면 유럽은 기존에 존재하는 제제와의 동등성만 보장되면 승인이 되기 때문에, 유럽승인을 받은 약이 더 많다.

## 주의
- 자살과 관련된 행동 : 항전간제를 복용한 환자에서 자살 충동 또는 자살 행동을 보이는 위험성이 증가되므로 항전간제를 치료받은 환자는 자살 충동 또는 자살 행동, 우울증의 발현 또는 악화 및 기분과 행동의 비정상적 변화에 대하여 모니터링되어야 하되, 항전간제를 처방받는 간질과 다른 많은 질병은 그 자체가 이환 및 사망, 치료 기간 동안의 자살 충동과 자살 행동의 위험성 증가와 관련된다. 따라서, 처방자는 항전간제 처방시 환자의 치료기간 동안 자살 충동 또는 자살 행동과 치료될 질병간의 연관성 여부 및 약물의 유효성을 함께 고려한다.